# Kapelle St. Elisabeth (Lieck)
Koordinaten: 51° 3′ 54″ N, 6° 4′ 50″ O
Die Kapelle St. Elisabeth befindet sich im Ortsteil Lieck der Stadt Heinsberg in Nordrhein-Westfalen.

## Lage
Die Kapelle steht im Ortsteil Kirchhoven-Lieck an der Elisabethstraße 84. Sie ist Bestandteil des St. Elisabeth-Altenheims.

## Vorgeschichte
Die Bürgermeisterei Kirchhoven setzte sich um 1830 wie folgt zusammen. Das Kirchdorf Kirchhoven und die Dörfer Entebruch, Heuchden, Leick, Lumbach, Schutdorf und Finne. Dazu noch einige Gehöfte und Weiler. Alle Dörfer gehörten zu einer Bürgermeisterei, waren aber in sich eigene Dorf- und Lebensgemeinschaften. Auf der Tranchotkarte von 1803 bis 1820 sind die einzelnen Dörfer gut erkennbar. Als Zeichen eines tiefen Glaubens und einer engen Zusammengehörigkeit entstanden in den Orten kleine Kapellen, Kruzifixe und Bildstöcke. So entstand in Lieck eine Kapelle.

## Geschichte und Architektur
Im Jahr 1928 stifteten die Geschwister Krings das Alte Herrenhaus mit Grundbesitz aus dem Jahr 1663 der Pfarre Kirchhoven, um ein Altenheim einzurichten. Das Gebäude wurde zum Kloster mit Kapelle und Altenheim umgebaut und am 12. Oktober 1930 eingeweiht. Das Haus wurde von fünf Mainzer Ordensschwestern von der göttlichen Vorsehung übernommen. Ein Kindergarten und eine Nähschule wurden ebenfalls betrieben. 1932 stiftete die St. Martini-Schützenbruderschaft Lieck dem Kloster eine Glocke. Leider wurde sie im Zweiten Weltkrieg eingeschmolzen. Nach den Kriegswirren mit Evakuierung nach Thüringen und der Rückkehr nach Lieck widmete man sich der ambulanten Krankenpflege. Am 4. Oktober 1958 stiftete die St. Martin-Bruderschaft Lieck dem Kloster erneut eine Glocke die einen Preis von 424 DM hatte. 1987 verließen die Schwestern die Einrichtung und kehrten wegen Schwesternmangel in das Mutterhaus zurück.
1988 übernahm der private Pflegedienst Kuijpers das Haus mit 26 Personen. Im Laufe der Zeit wurden umfangreiche Bauarbeiten durchgeführt. Das alte Kloster und die Kapelle mussten einem Neubau weichen. Bei der Gestaltung des neuen Hauses wurde die Errichtung einer Hauskapelle im Erdgeschoss eingeplant. Es entstand ein Kapellenraum, der je nach Anforderung in der Größe veränderbar ist. Die 1958 gestiftete Glocke steht heute an der Stelle der ehemaligen Kapelle. Seit 2005 ist das zweigeschossige Haus fertiggestellt, in dem 80 pflegebedürftige Menschen einen Platz finden.

## Ausstattung
- In der Kapelle sind ein Altar, ein Tabernakel, ein Kruzifix, Kreuzwegstationen, Kerzen und eine Marienfigur mit Kind vorhanden.
- Im Außenbereich erinnert eine kleine Gedenkstätte mit Glocke, Kreuz und Infotafel an das niedergelegte Kloster.

## Galerie

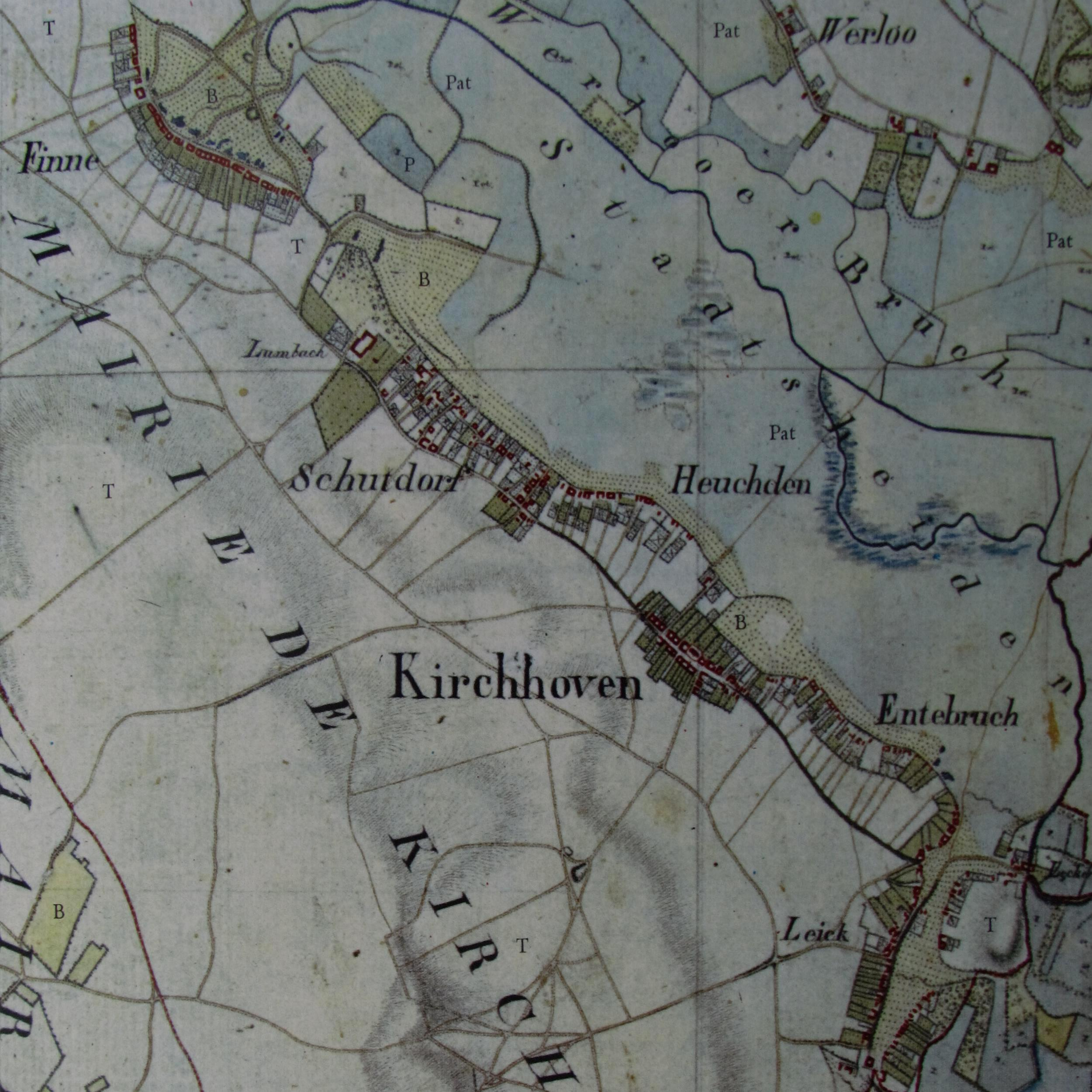
Tranchotkarte 1803–1820
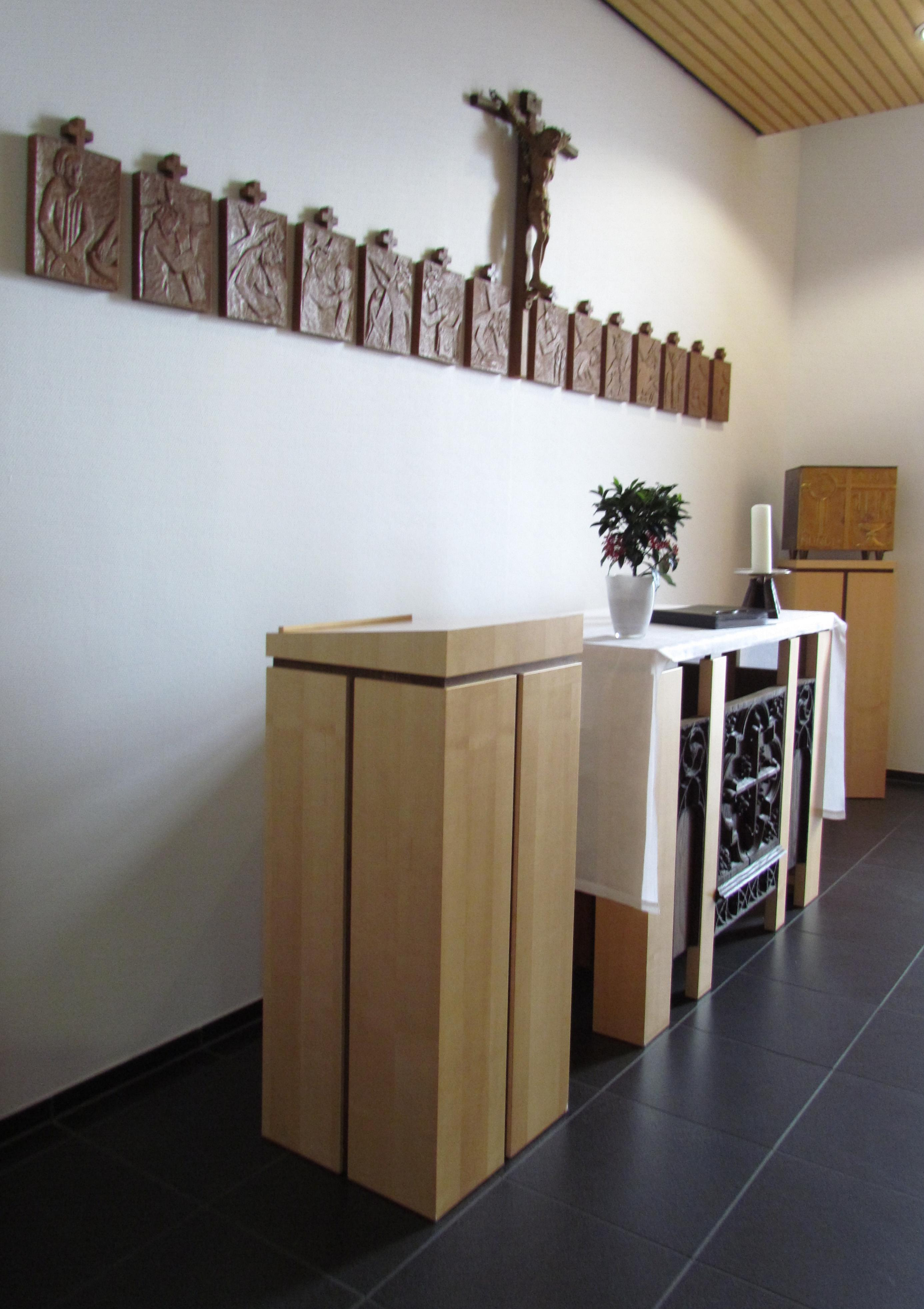
Altarraum
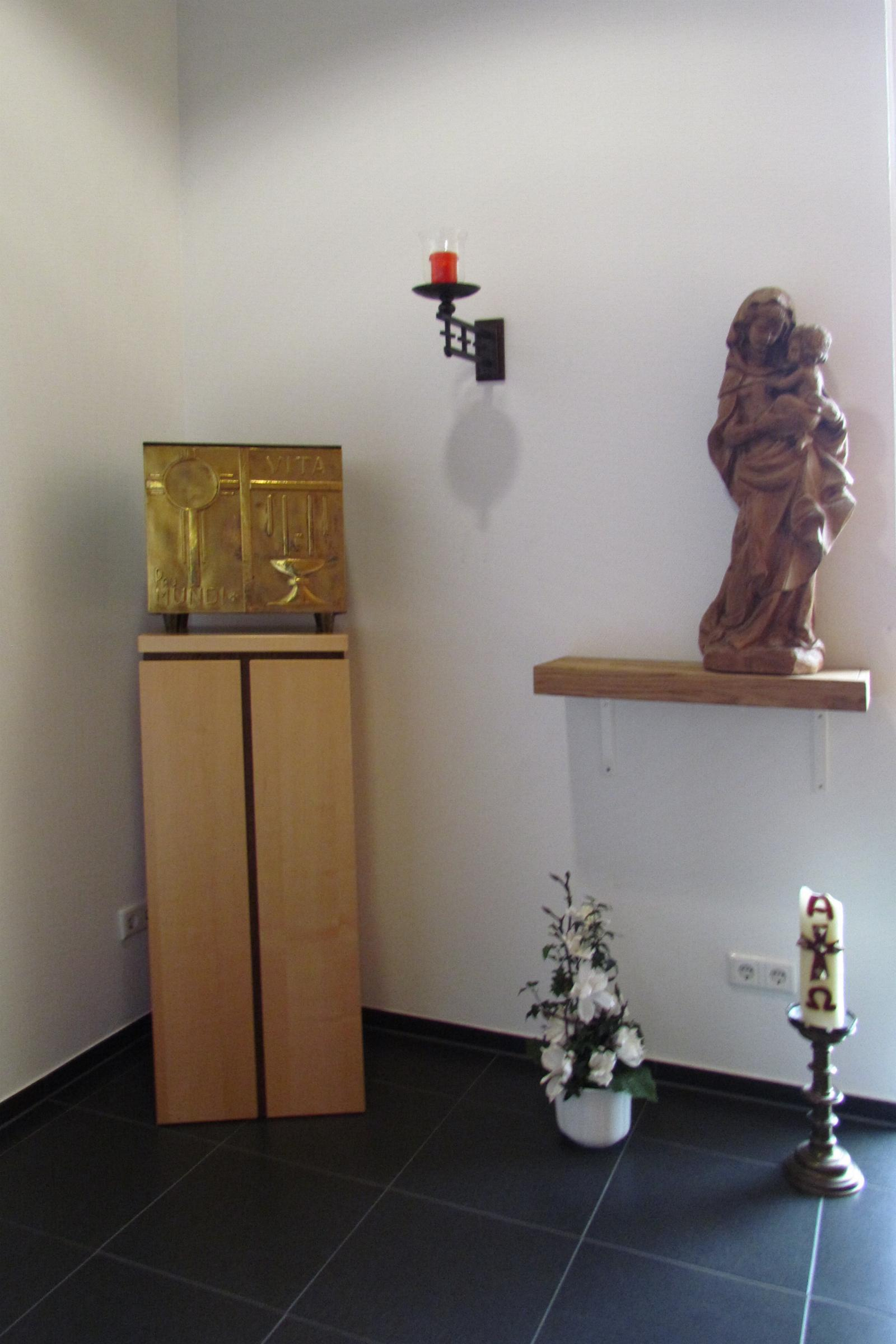
Tabernakel
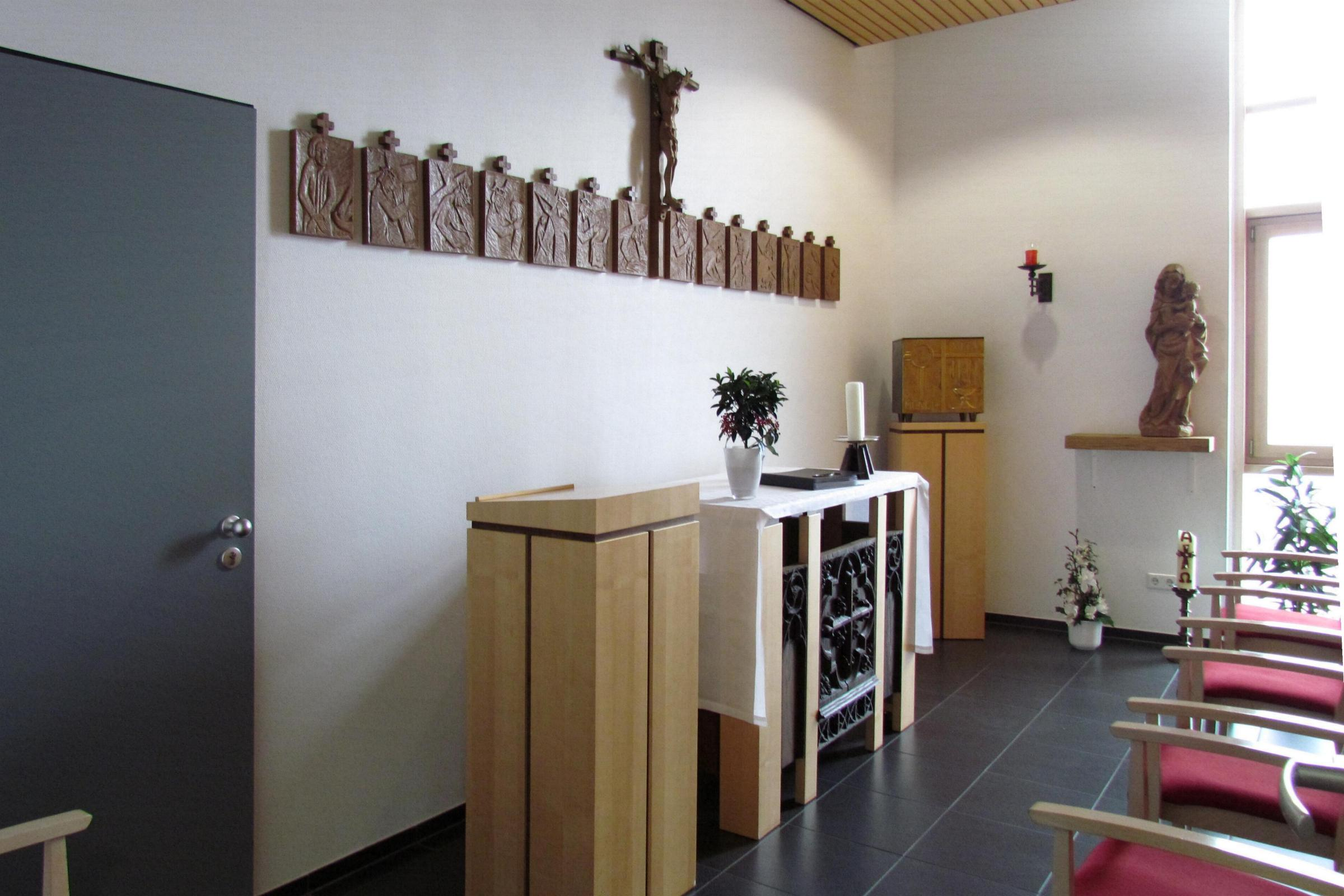
Kapellenraum
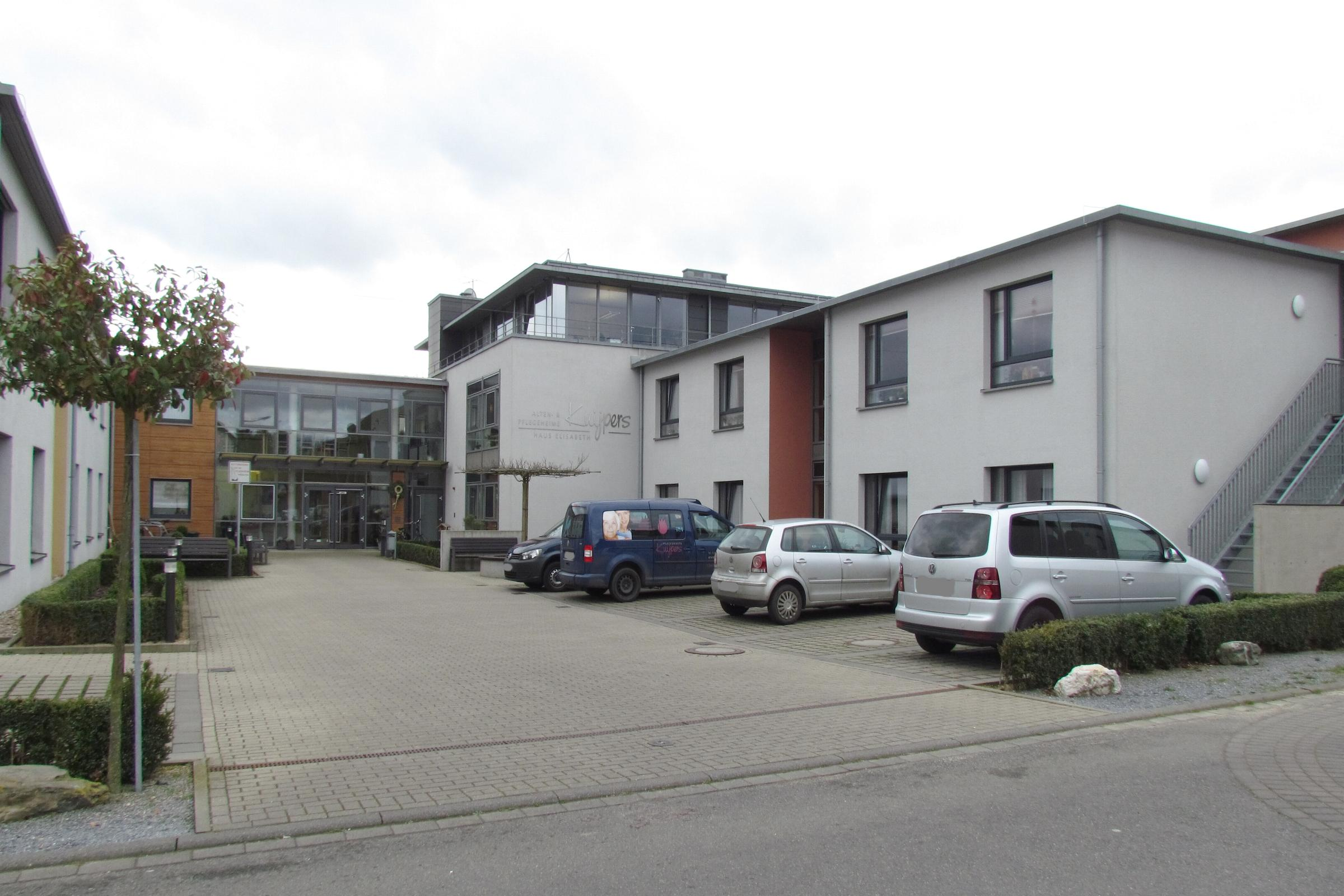
Hauszugang
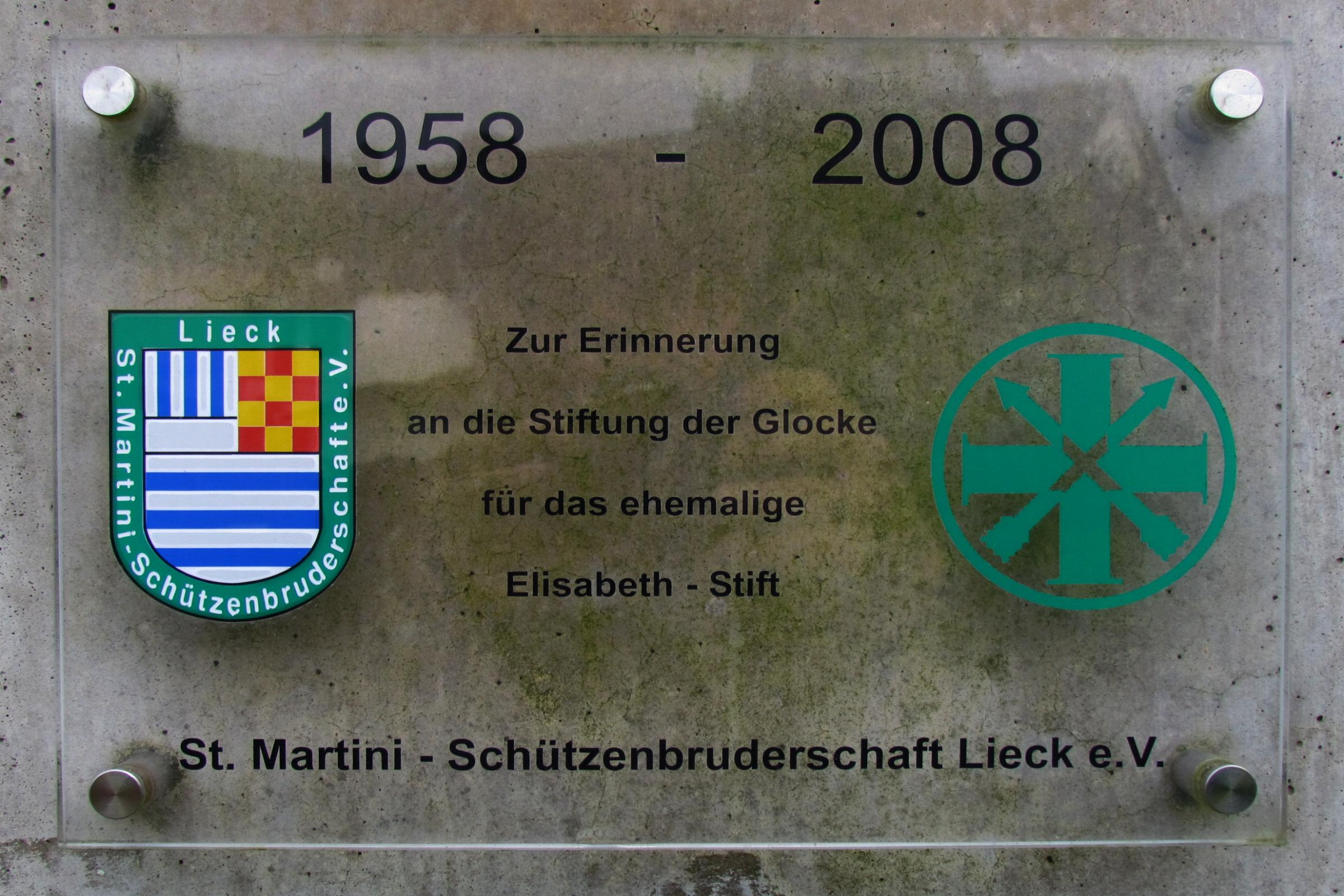
Infotafel
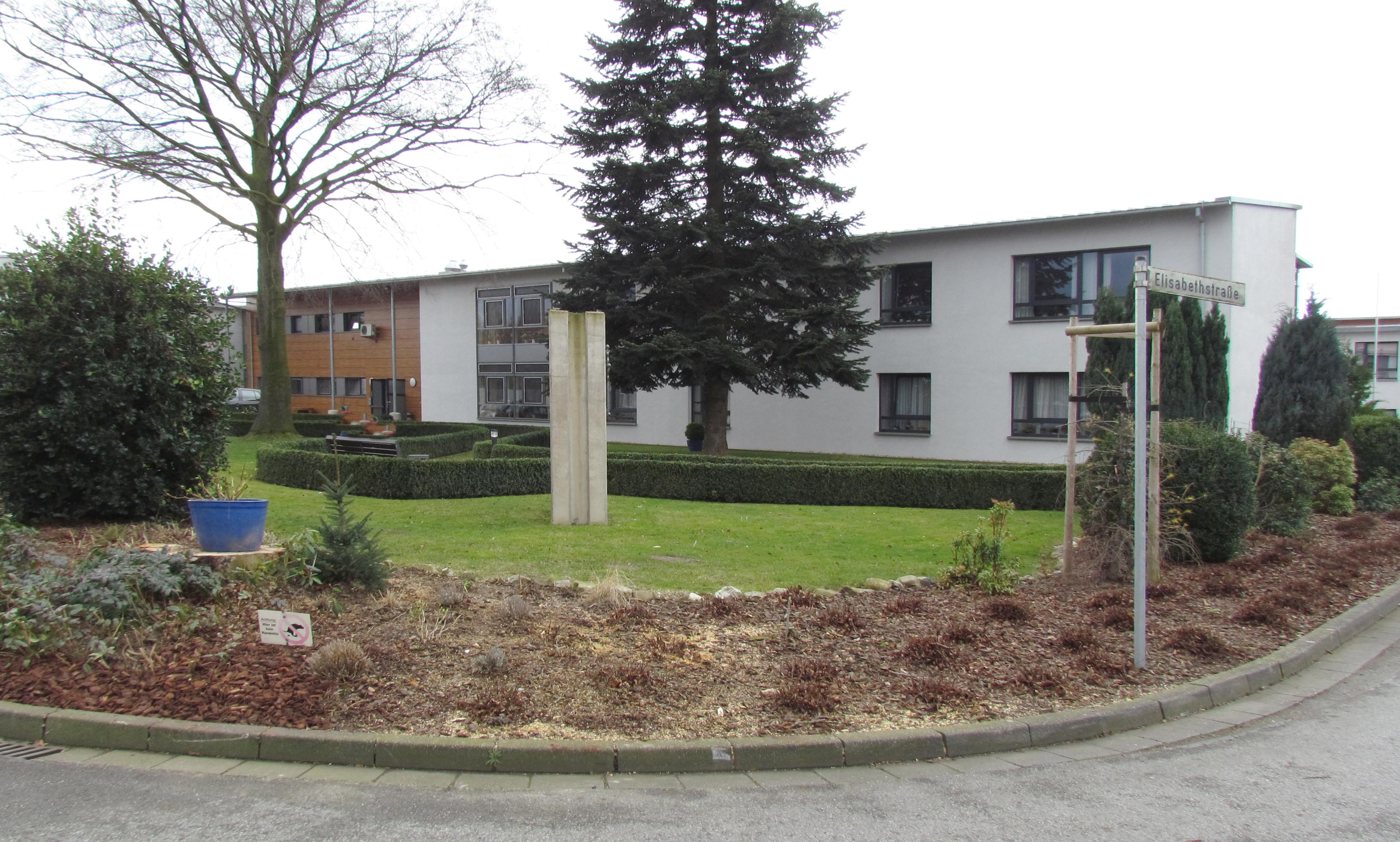
Außenansicht